# Szota Grigalaszwili
Szota Grigalaszwili (gruz. შოთა გრიგალაშვილი; ur. 21 czerwca 1986 w Tbilisi) – gruziński piłkarz grający na pozycji pomocnika. Od 2018 jest zawodnikiem klubu Kyzyłżar Petropawł.

## Kariera piłkarska
Grigalaszwili profesjonalną karierę rozpoczął w klubie Dinamo Tbilisi. Przez wiele lat występował w rodzinnym kraju. Kolejnymi jego klubami były SK Bordżomi, Mescheti Achalciche i SK Zestaponi. Latem 2012 roku trafił do Rosji. Ałanija Władykaukaz już po pół roku zgodziła się jednak na jego odejście, zimą 2013 roku został więc graczem klubu SKA-Eniergija Chabarowsk. Przed kolejnym sezonem, w lipcu 2013 roku podpisał umowę z cypryjskim zespołem Anorthosis Famagusta. W 2014 przeszedł do Omonii Nikozja. W 2015 grał w Nea Salamina Famagusta, a w 2016 przeszedł do Ethnikosu Achna.

## Kariera reprezentacyjna
W reprezentacji Gruzji zadebiutował 15 listopada 2006 roku w towarzyskim meczu z reprezentacją Urugwaju. Na boisku pojawił się w 70 minucie meczu.
| Mecze i gole w reprezentacji | Mecze i gole w reprezentacji | Mecze i gole w reprezentacji | Mecze i gole w reprezentacji | Mecze i gole w reprezentacji | Mecze i gole w reprezentacji | Mecze i gole w reprezentacji |
| #                            | Data                         | Stadion                      | Rywal                        | Wynik                        | Gol                          | Rozgrywki                    |
| 2006                         | 2006                         | 2006                         | 2006                         | 2006                         | 2006                         | 2006                         |
| ---------------------------- | ---------------------------- | ---------------------------- | ---------------------------- | ---------------------------- | ---------------------------- | ---------------------------- |
| 1.                           | 15.11.2006                   | Tbilisi, Gruzja              | Urugwaj                      | 2:0                          | 0                            | towarzyski                   |
| 2007                         |                              |                              |                              |                              |                              |                              |
| 2.                           | 16.11.2007                   | Doha, Katar                  | Katar                        | 2:1                          | 0                            | towarzyski                   |
| 2008                         |                              |                              |                              |                              |                              |                              |
| 3.                           | 06.02.2008                   | Tbilisi, Łotwa               | Łotwa                        | 1:3                          | 0                            | towarzyski                   |
| 2011                         |                              |                              |                              |                              |                              |                              |
| 4.                           | 10.08.2011                   | Lubin, Polska                | Polska                       | 0:1                          | 0                            | towarzyski                   |
| 5.                           | 02.09.2011                   | Tbilisi, Gruzja              | Łotwa                        | 0:1                          | 0                            | El. ME 2012                  |
| 6.                           | 06.09.2011                   | Attard, Malta                | Malta                        | 1:1                          | 0                            | El. ME 2012                  |
| 7.                           | 11.10.2011                   | Tbilisi, Gruzja              | Grecja                       | 1:2                          | 0                            | El. ME 2012                  |
| 8.                           | 11.11.2011                   | Tbilisi, Gruzja              | Mołdawia                     | 1:2                          | 0                            | towarzyski                   |
| 2012                         |                              |                              |                              |                              |                              |                              |
| 9.                           | 29.02.2012                   | Tbilisi, Gruzja              | Albania                      | 2:1                          | 0                            | towarzyski                   |
| 10.                          | 14.11.2012                   | Tbilisi, Gruzja              | Egipt                        | 0:0                          | 0                            | towarzyski                   |
| 2013                         |                              |                              |                              |                              |                              |                              |
| 11.                          | 14.08.2013                   | Astana, Kazachstan           | Kazachstan                   | 0:1                          | 0                            | towarzyski                   |
| 12.                          | 15.10.2013                   | Albacete, Hiszpania          | Hiszpania                    | 0:2                          | 0                            | El. MŚ 2014                  |

## Sukcesy
Dinamo
- Puchar Gruzji: 2005
- Superpuchar Gruzji: 2005

Zestaponi
- Mistrzostwo Gruzji: 2011, 2012
- Superpuchar Gruzji: 2011, 2012